# Мале кільце Московської залізниці
Мале кільце Московської залізниці (МК МЗ) — окружна залізнична лінія у Москві, також відома як Московська кільцева залізниця (МКЗ) та Московська окружна залізниця (МОЗ). Перебуває в підпорядкуванні Московсько-Курського регіону Московської залізниці.
З 10 вересня 2016 року МК МЗ курсують електропоїзди внутрішньоміського кільцевого маршруту, що виконує логістичну функцію ще однієї кільцевої лінії Московського метро. Цей вид міського транспорту отримав офіційну назву — Московське центральне кільце (МЦК). МЦК тісно інтегровано в систему оплати проїзду Московського метрополітену і позначається на схемах метро білою лінією з червоним контуром під номером 14.
Лінія спочатку використовувалася для вантажних перевезень між усіма десятьма магістральними залізничними напрямами Москви (включаючи дев'ять напрямків Московської залізниці і один напрямок Жовтневої залізниці), а також до промислових підприємств прилеглих районів міста, в першій половині XX століття на ній деякий час існували пасажирські перевезення.
Відкрита 19 липня (2 серпня) 1908 року. З радіальними напрямками Мале кільце пов'язано 22 сполучними гілками. В 2012 році на Малому кільці було 12 діючих вантажних станцій, частина з яких припинила функціонування до 2016 року.
У 2012—2016 роках була здійснена реконструкція Малого кільця для організації на першому і другому головних коліях руху пасажирських електропоїздів. Лінія пасажирських електропоїздів тісно інтегрована з московським метрополітеном, в рамках якого крім основної назви «Московське центральне кільце» також отримала позначення «Друга кільцева лінія» і порядковий номер  Пасажирський рух відкрито 10 вересня 2016 року. Щодо новоствореної побудованої третьої головної колії завдовжки 37 км (від Пресні до Угрешської), станцій і передавальним гілкам триває в скорочених обсягах вантажна робота.
Відлік верст залізниці починався від точки її перетину з Миколаївською залізницею, за годинниковою стрілкою. Протяжність кільця — 54 км, з урахуванням прилеглих гілок і під'їзних колій — 145 км.
Мале кільце — зручне «плече» для перекидання поїздів з однієї радіальної магістралі на іншу, досі воно є тарифним пунктом, за яким визначається протяжність проходження (найкоротша відстань) вантажів, що перевозяться.

## Історія
Московська кільцева залізниця (МКЗ) побудована навколо Москви за проектом архітектора та інженера П. І. Рашевського в 1903—1908 роках. Її протяжність склала 54 км.
Відлік верст нової залізниці починався від точки її перетину з Миколаївською залізницею, за годинниковою стрілкою. На дорозі знаходяться 14 станцій (всі вони — унікальні зразки московського модерну початку XX століття), побудованих в єдиному стилі, два зупинних пункти (Патилиха — поблизу Миколаївського мосту, Військове поле — поблизу Ходинських військових таборів) і один телеграфний пост (Братцево). Всі пасажирські будівлі розташовані всередині кільця, з боку центру міста, а товарні платформи, пакгаузи, станційні колії — з зовнішнього боку.
Спочатку по дорозі перевозилися не лише вантажі, але й пасажири, до послуг яких були побудовані станції-вокзали (Владикіно, Воробйові Гори, Братцево, Срібний Бір, Лихобори, Лефортово, Канатчиково та ін.), частина з яких збереглася до сьогодні. До 1917 року МКЗ розвозили по Москві лише робітників і службовців прилеглих до Москви підприємств, незважаючи на те, що пасажирів завжди не вистачало. До кінця 1920-х райони, по яких проходить МКЗ, отримали надійні трамвайні і автобусні сполучення, і у 1934 році пасажирський рух по кільцю було закрито.
В 2008—2011 роках ВАТ «РЖД» і урядом Москви прийнято рішення реконструювати і електрифікувати Мале кільце та побудувати на займаній нею території в центрі Москви кільцеву пасажирську лінію міської електрички.
10 вересня 2016 року о 14 годині, в День міста, відбулося відкриття Московського центрального кільця. У церемонії відкриття взяли участь президент РФ Путін і мер Москви Собянін.
На честь відкриття була випущена пам'ятна серія карти Трійка. У перший місяць після відкриття проїзд пасажирів за МЦК був безкоштовним.

## Інфраструктура
Лінія має на всьому протязі дві електрифіковані головні колії, в північній частині впродовж більшої частини лінії також є третя електрифікована головна колія для вантажного руху. Довжина лінії складає 54 км. На території локомотивного депо Лихобори і у частини колій вантажних парків електрифікація відсутня.
У районах перетинів Малого кільця з радіальними напрямками МЗ між ними і кільцем в більшості випадків є сполучні передавальні гілки, значна частина яких станом на осінь 2016 року залишається неелектрифікованою. Частина сполучних гілок є одноколійними, частина — двоколійними. Також Мале кільце має багато гілок до промислових підприємств міста.
У північно-східній горловині станції Угрешська є сполучна гілка з системою Московського трамваю, веде до бази ГУП "Мосгортранс" і використовувана як для передачі нових трамвайних вагонів, так і перевезення господарських вантажів до мережі трамвая. З боку трамвайної мережі велика частина сполучної гілки має трамвайну електрифікацію 550 В постійного струму, але в зоні примикання до Малого кільця з'їзд неелектрифіковано.
На кільці є 12 діючих станцій з вантажними парками (діючими за параграфом вантажних операцій залишено 3 станції) і 31 пасажирська платформа.
На Малому кільці діє єдиний тунель, Гагарінський — під площею Гагаріна, триярусний, завдовжки 900 м.
Є два однорівневих переїзди. В межах станції «Владикіно-Московське» знаходиться переїзд сполучної гілки Владикіно — Бескудніково з сигнальним проїздом, другий переїзд сполучної гілки Срібний Бор — Підмосковна зі Світлим проїздом знаходиться в межах станції «Срібний Бор». Обидва переїзди обладнані шлагбаумом, при ньому — пост. В добу через переїзди курсує 5-7 пар повносоставних поїздів .

### Станції і платформи

#### Історичні станції
Станції були побудовані в 1908 році одночасно з будівництвом лінії і призначалися в першу чергу для вантажного сполучення, також на перегонах між ними було побудовано декілька полустанків. З внутрішньої сторони кільця станції мають історичні вокзальні будівлі з низькими пасажирськими платформами уздовж однієї з колій, які раніше використовувалися для зупинок пасажирських і екскурсійних поїздів, але для нового пасажирського руху електропоїздів вони задіяні не були. Із зовнішнього боку кільця на території станцій є парки для вантажних поїздів і службові будівлі для розвантаження вагонів, частина з яких також є історичними будівлями.
Станом на 2016 рік на кільці є 12 діючих станцій:
1. Владикіно-Московське
2. Ростокіно
3. Білокам'яна
4. Черкізово
5. Лефортово
6. Андронівка
7. Угрешська
8. Кожухово
9. Канатчиково
10. Пресня
11. Срібний Бор
12. Лихобори

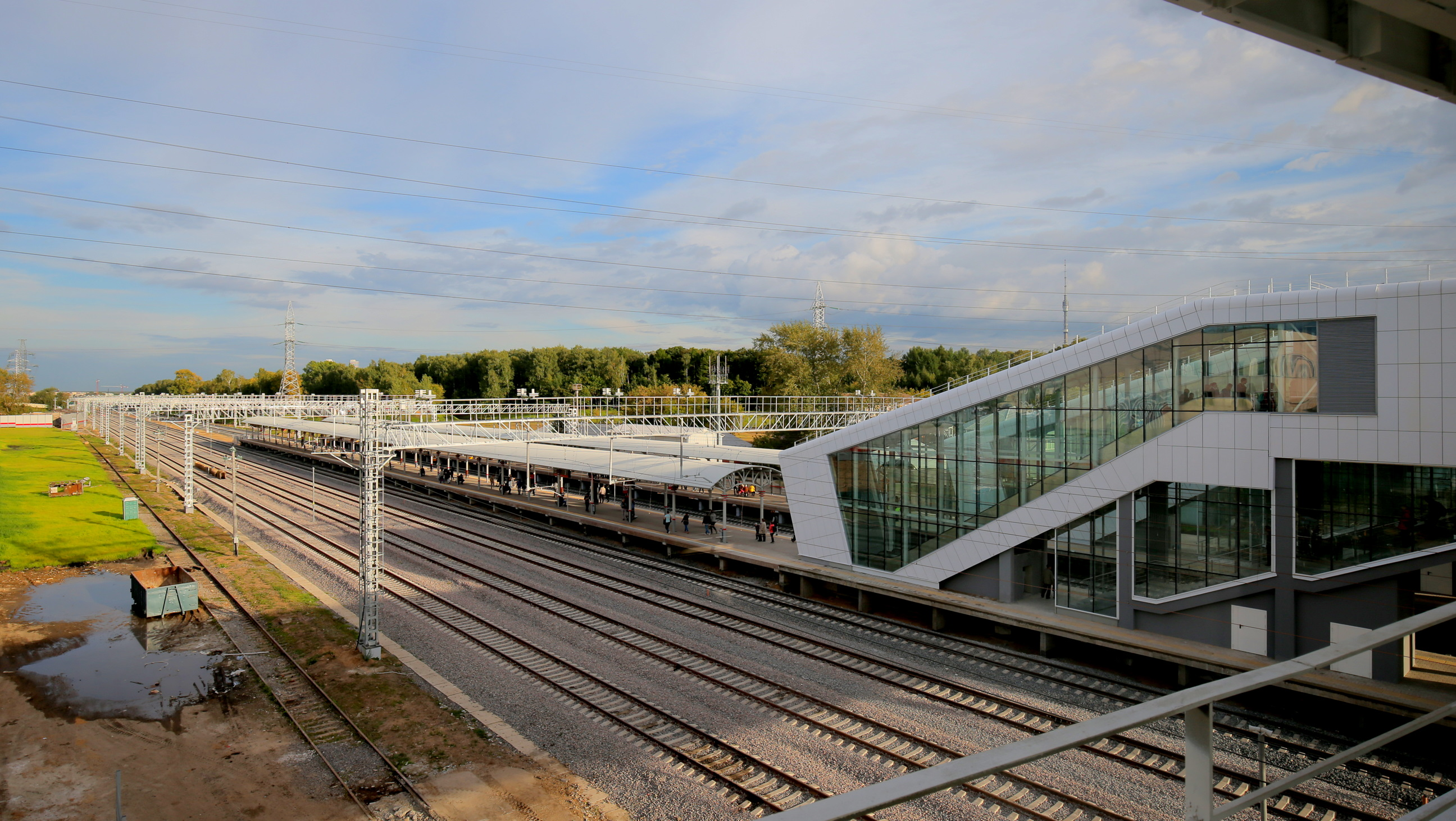
Станція Владикіно-Московське
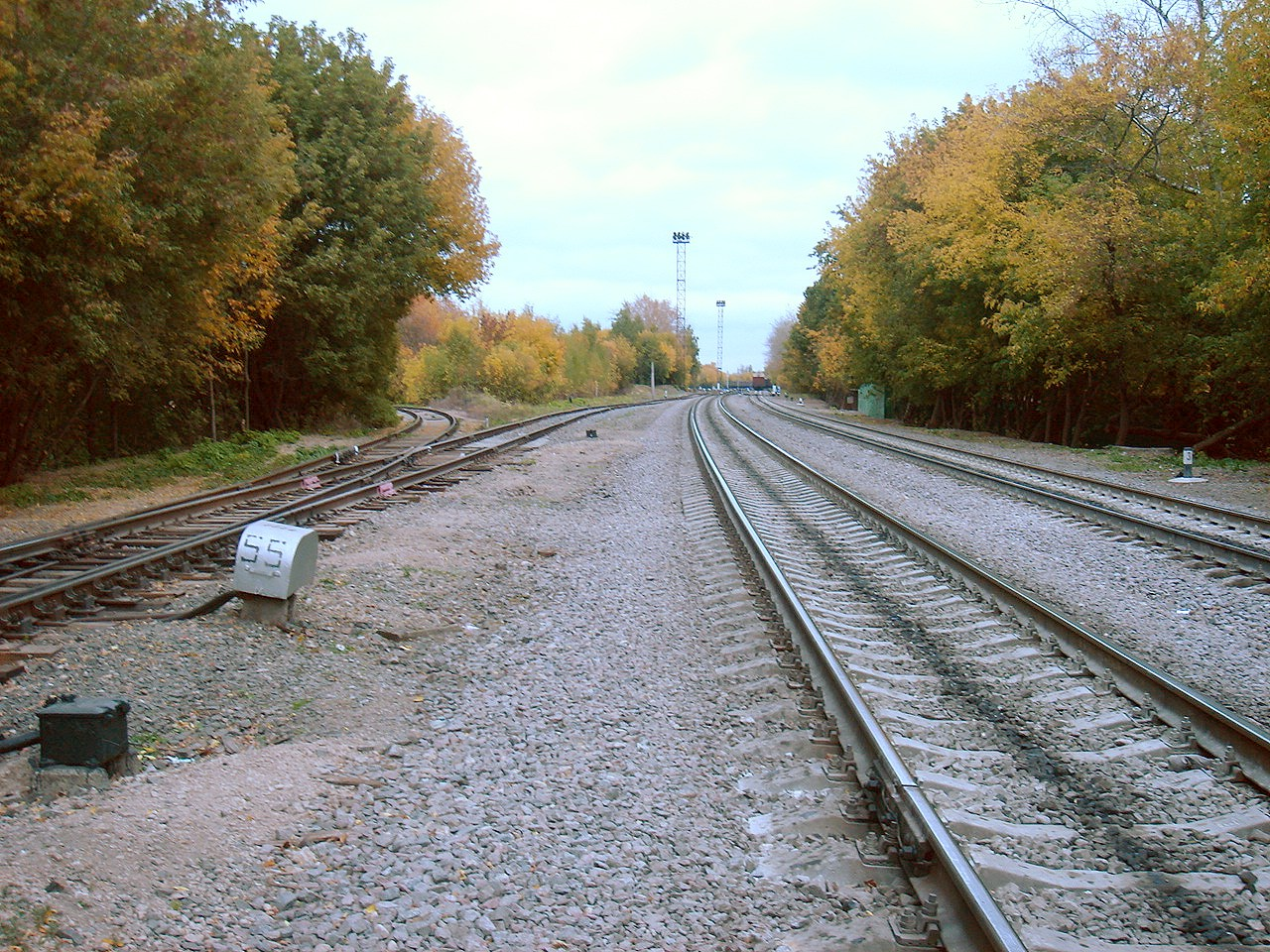
Західна горловина станції Ростокіно
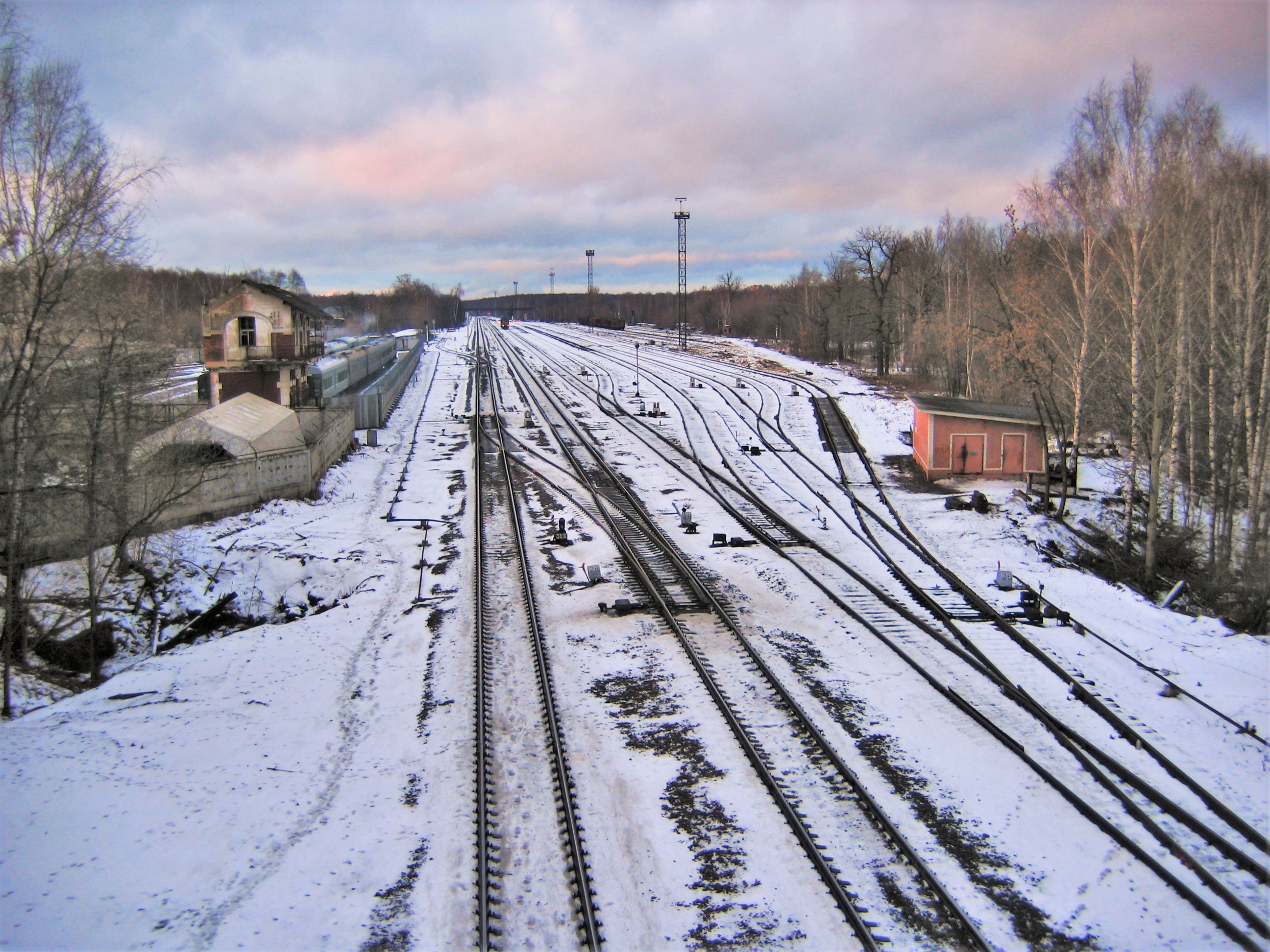
Станція Білокам'яна
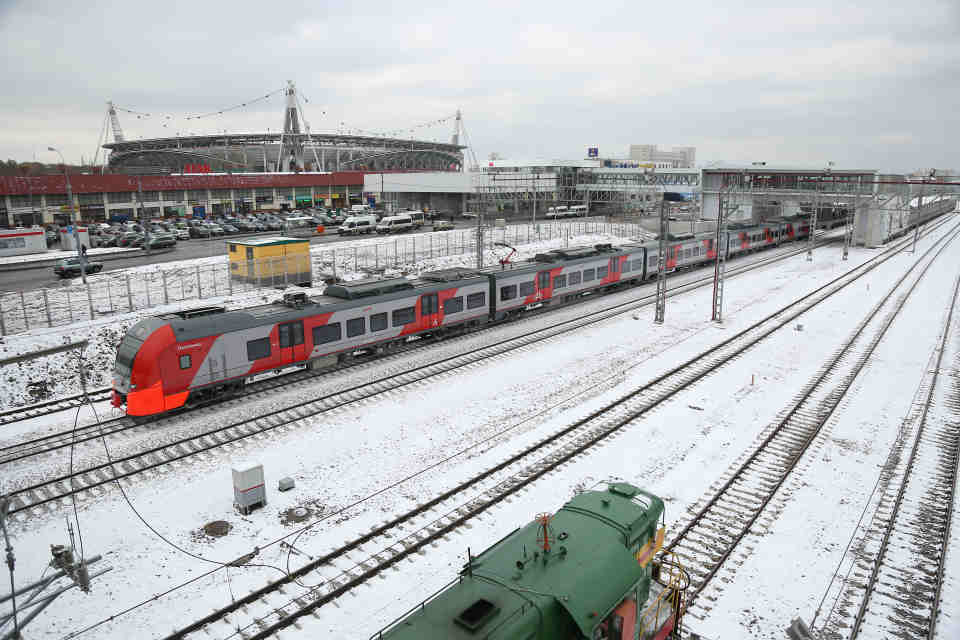
Станція Черкізово
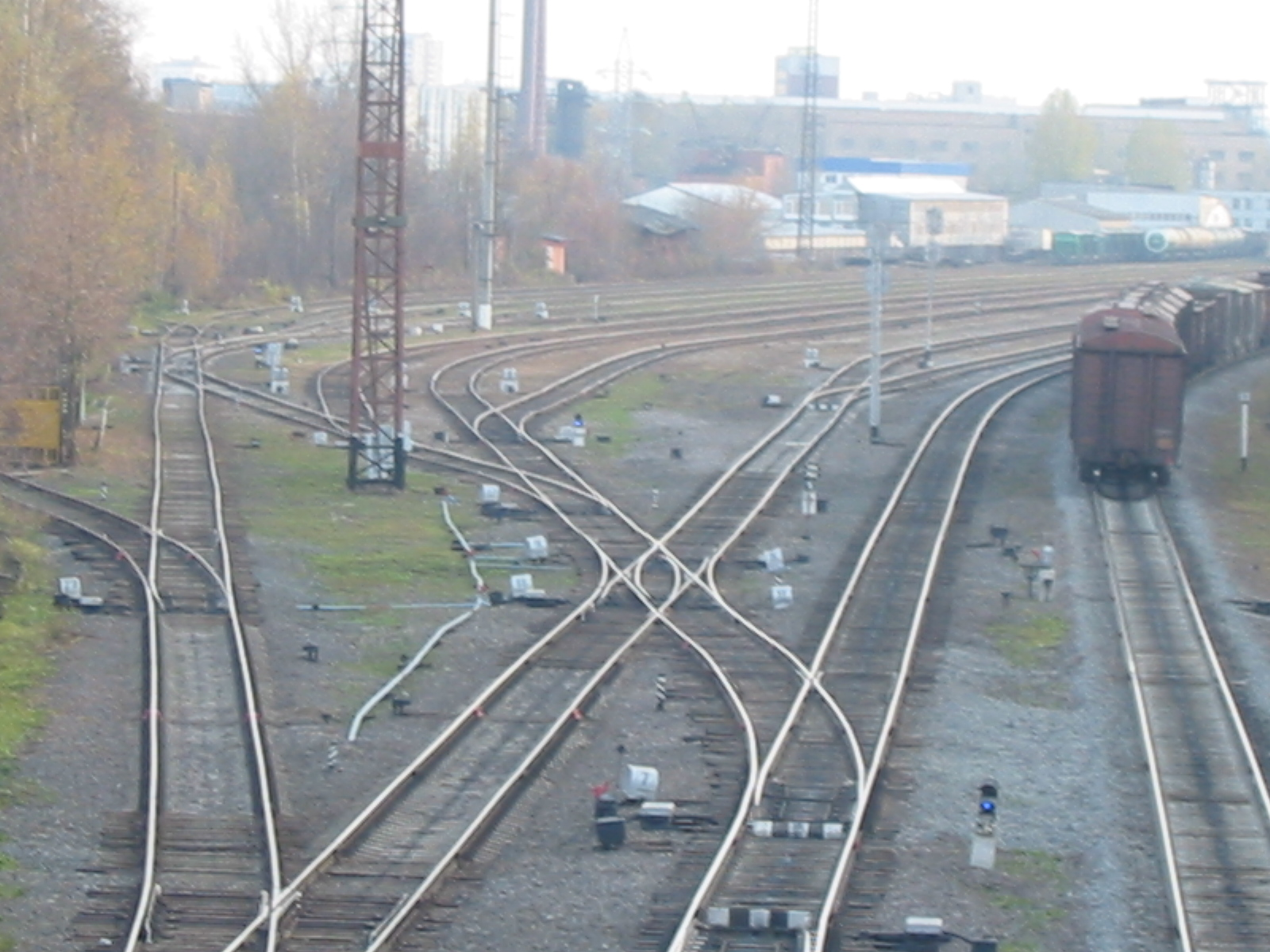
Станція Лефортово до реконструкції
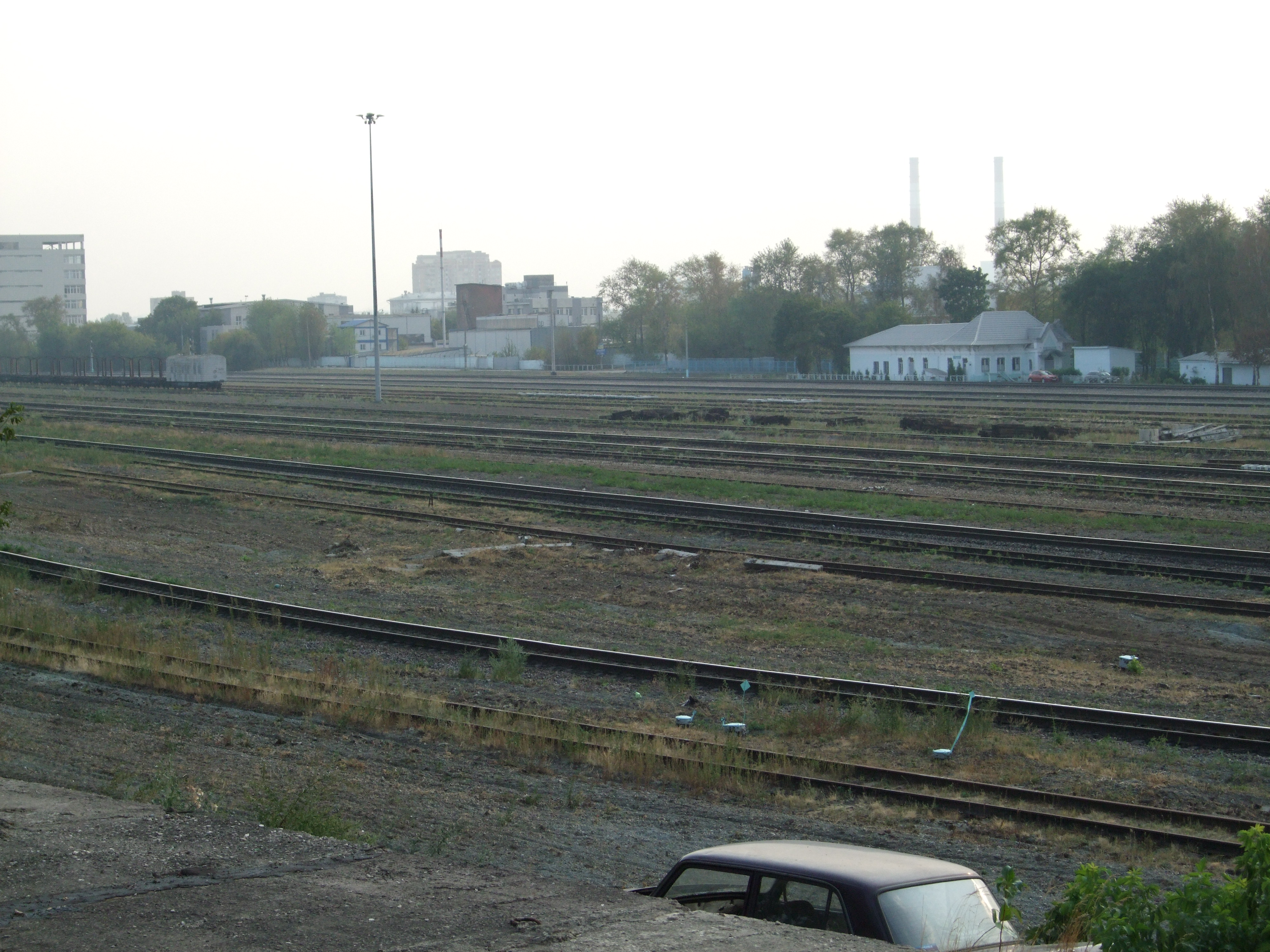
Станція Андронівка. Вид з боку шосе Фрезер, з даху гаражного кооперативу
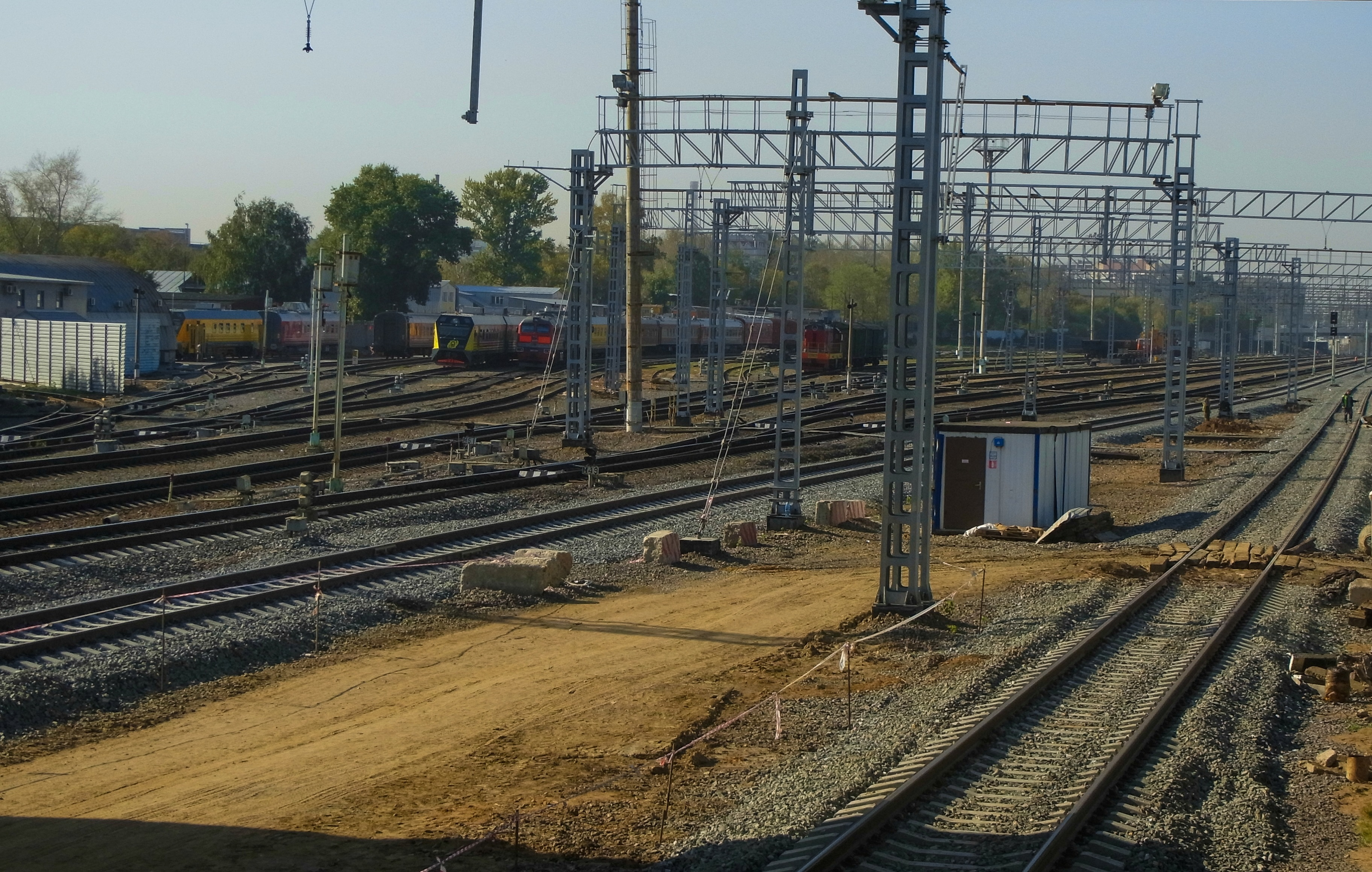
Станція Угрешська
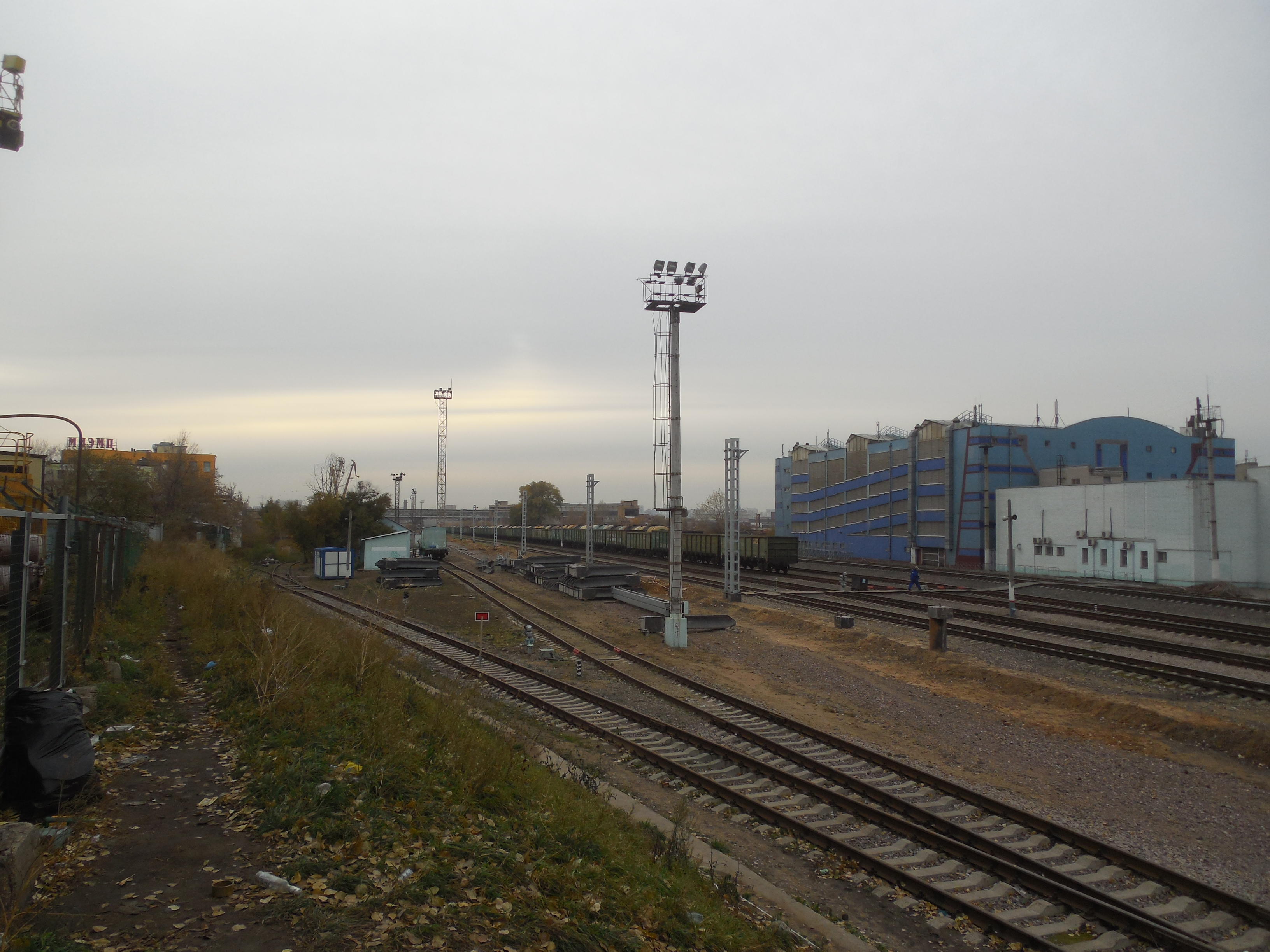
Станція Кожухово
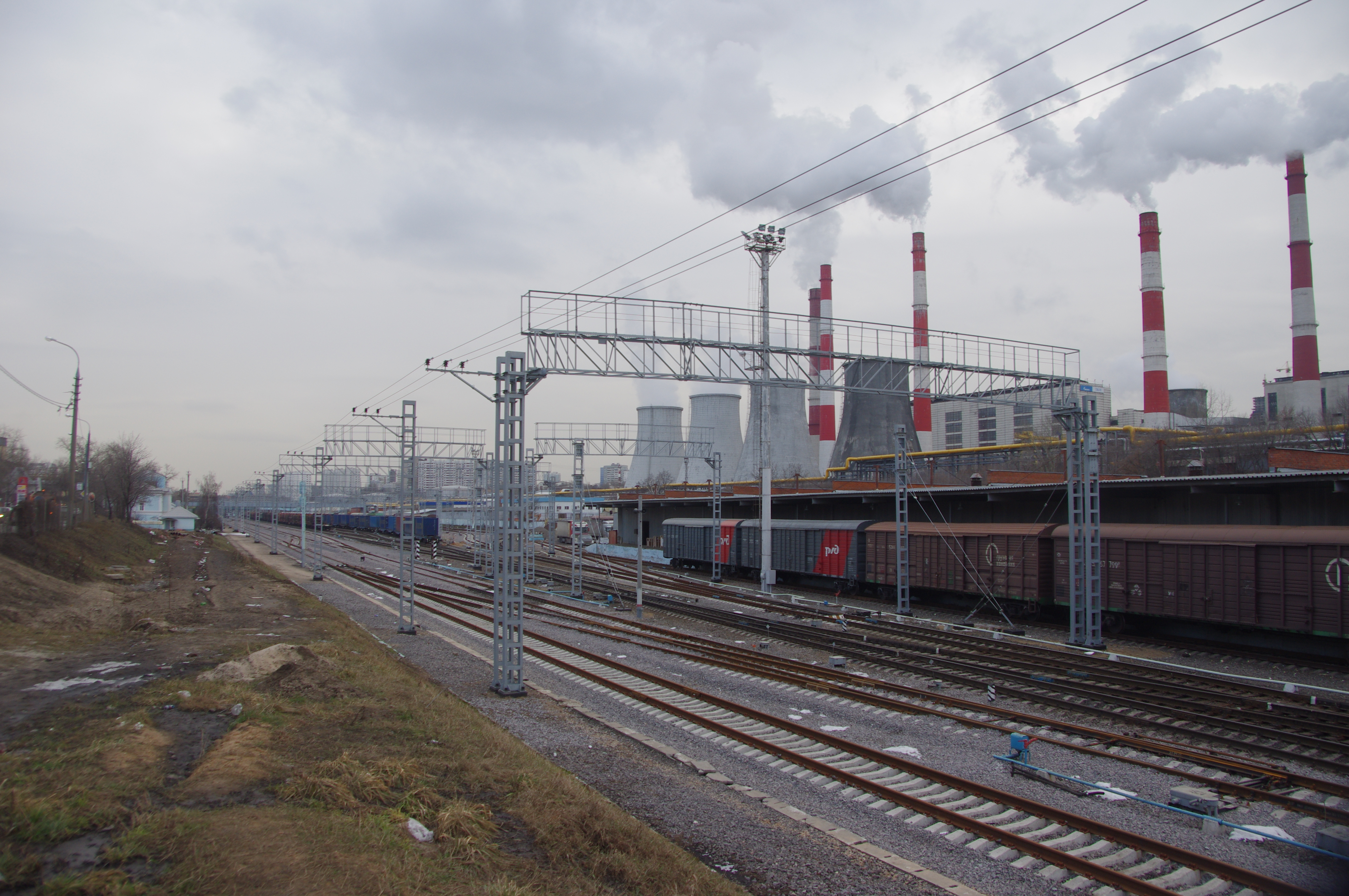
Станція Канатчиково
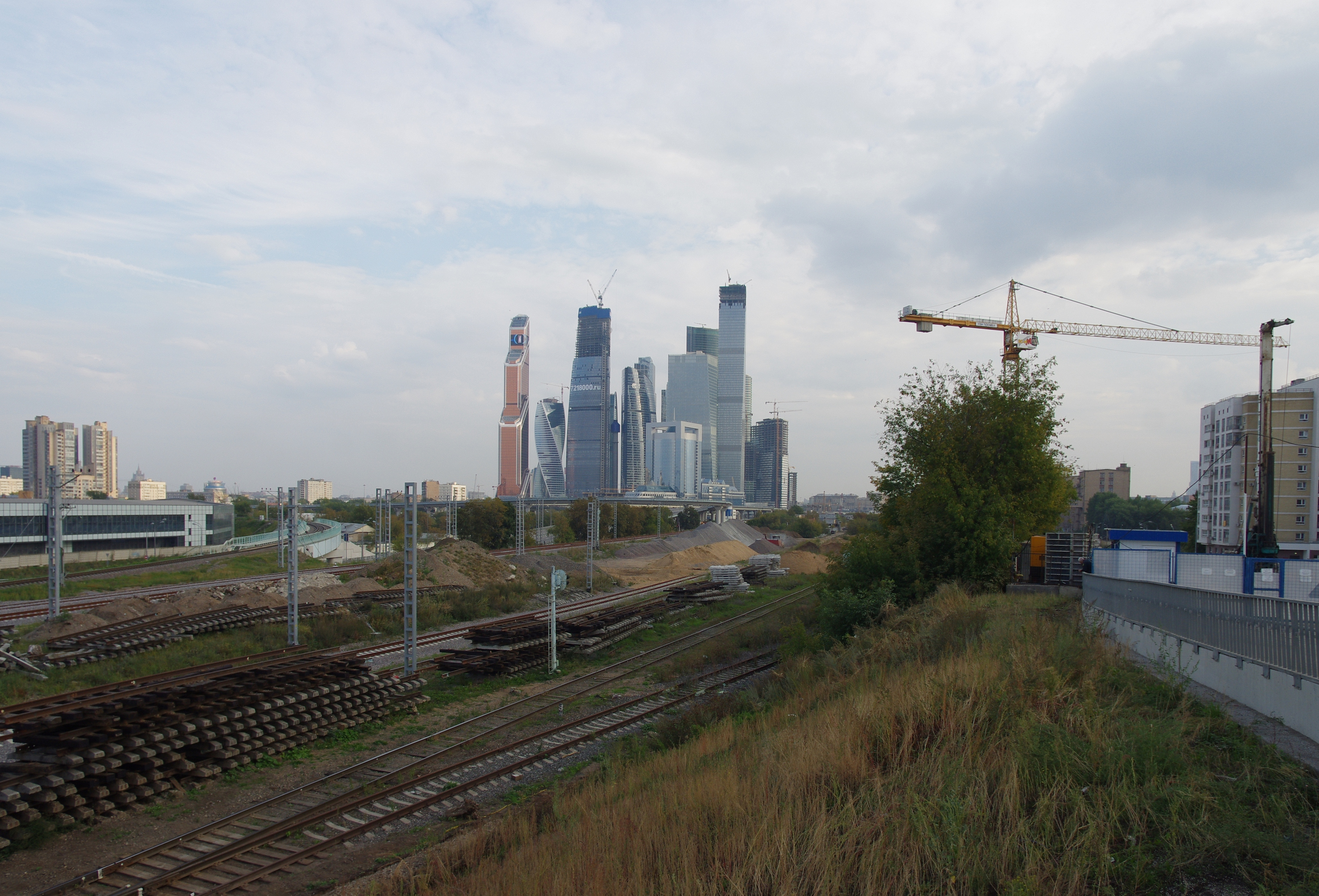
Південна горловина станції Пресня
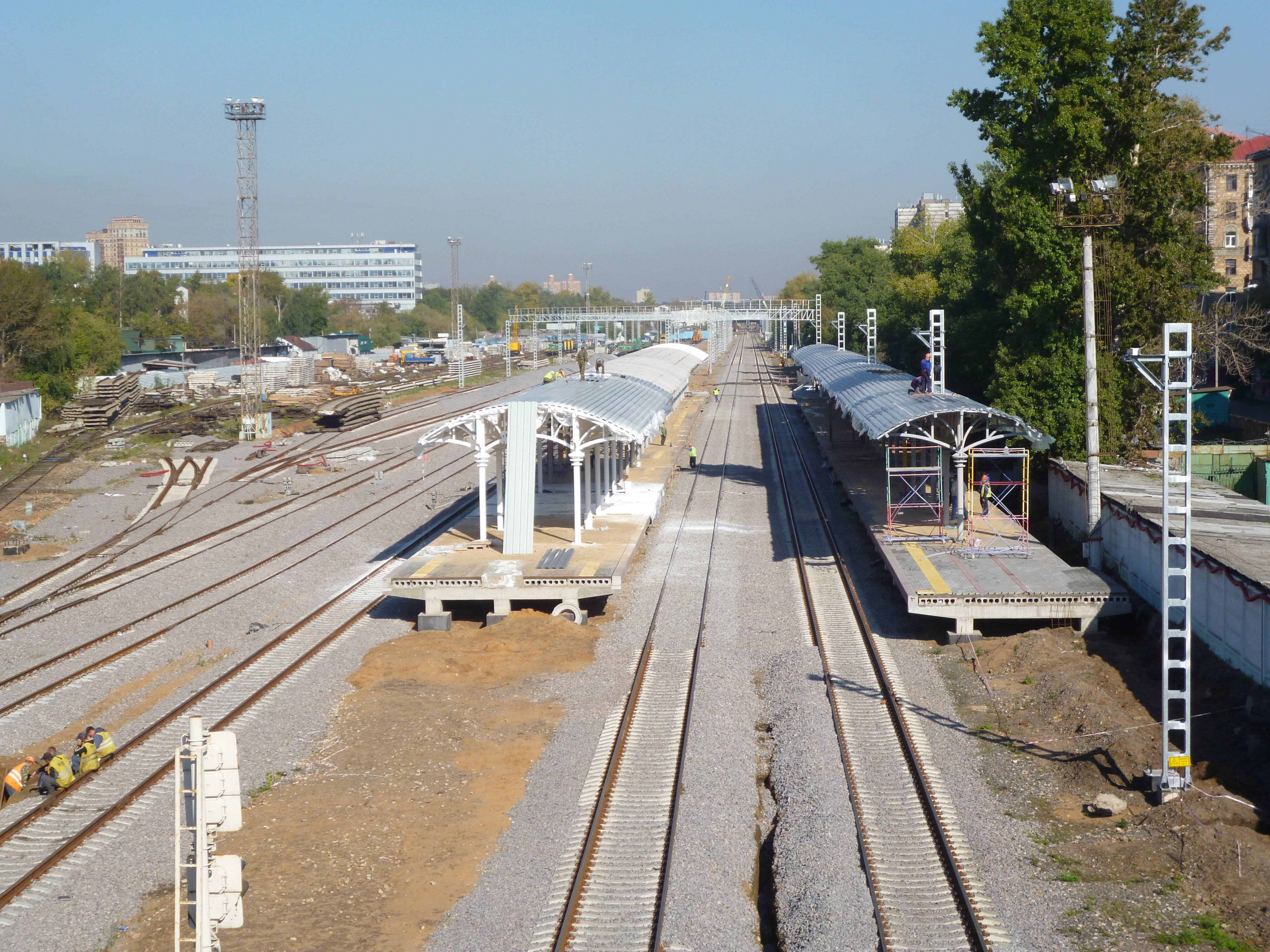
Станція Срібний Бор з платформою Панфіловська
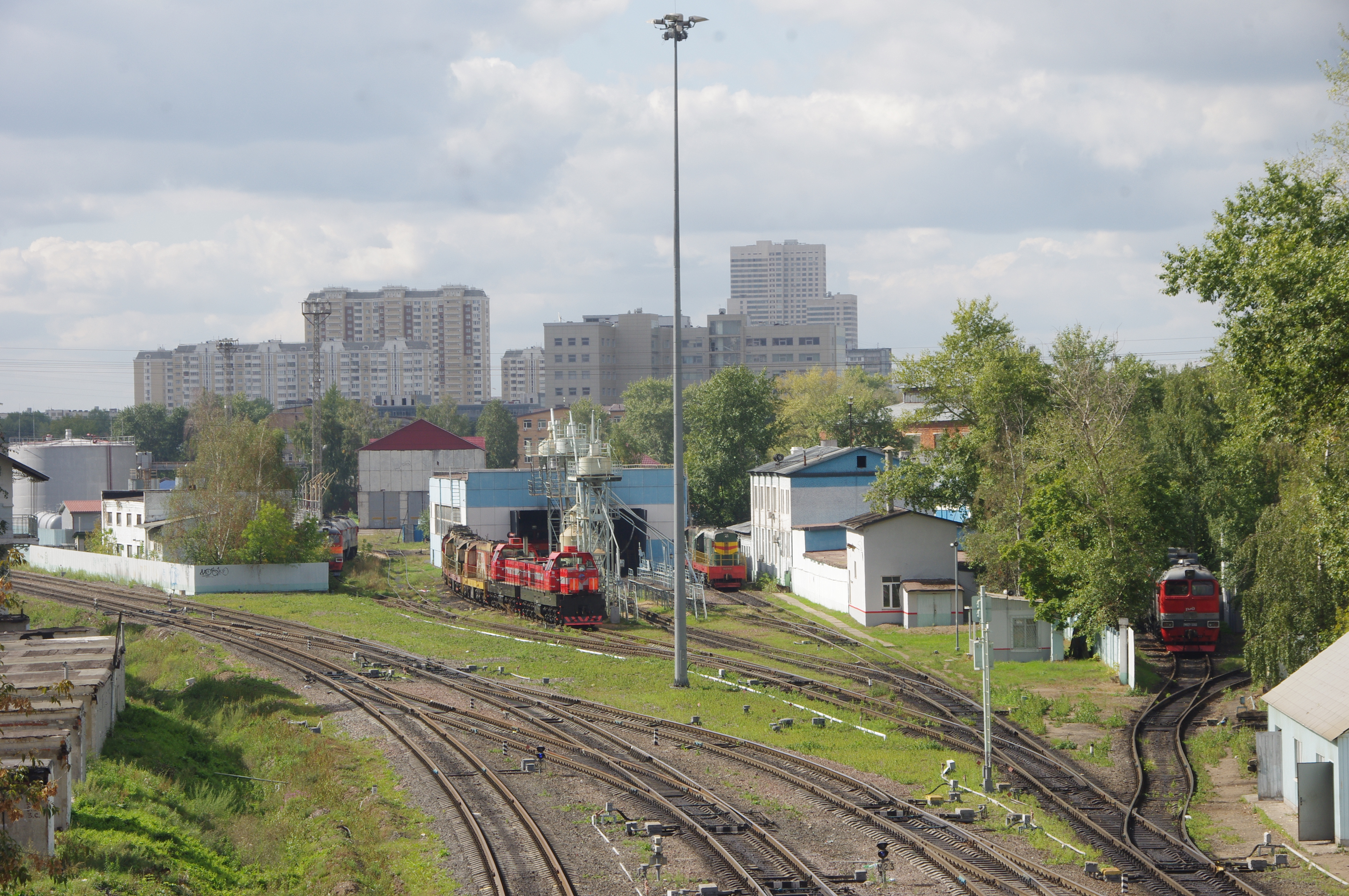
Заїзд в депо Лихобори

Чотири діючі станції знаходяться на відгалуженнях від головного ходу Малого кільця, але мінімум три перші з них також відносяться до Малого кільця:
1. Новопролетарська
2. Бійня
3. Москва-Південний Порт
4. Північний Порт

Деякі станції і полустанки закриті, проте збереглися їх історичні будівлі:
- Воробйові Гори
- Потиліха (полустанок)
- Кутузово (нині парк Кутузовао станції Пресня)
- Військове поле (полустанок)
- Братцево
- Лизине
- Симоново
- Октябрські Казарми

#### Пасажирські платформи
На малому кільці МЗ є 31 зупинний пункт для міської електрички, всі вони були побудовані в період реконструкції 2012—2016 років, за винятком зведеної раніше в 2001 році єдиної підземної платформи Площа Гагаріна . Більшість з них спроектовані як частина нових транспортно-пересадочних вузлів (ТПУ) з малого кільця на станції метрополітену та пункти зупинки радіальних залізничних ліній, а також міський вуличний транспорт
Платформи обладнані турнікетами, на яких на відміну від платформ радіальних напрямків МЗ діють єдині квитки московського метрополітену і московського міського вуличного транспорту.
У наведеній нижче таблиці платформи вказані в порядку зростання кілометражу Малого кільця: від нульової позначки — перетину з Ленінградським напрямком — за годинниковою стрілкою. Тут також відзначено плановані пересадки на станції метро і на радіальні напрямки Московського залізничного вузла. Символом  позначені короткі пересадки без виходу за межі ТПУ; такі пересадки на офіційній схемі метро позначені так само, як і пересадки між двома станціями метро. Решта «наземних» пересадок припускають вихід пасажира на вулицю і прохід до кількох сотень метрів.
| №  | Платформа МЦК                        | Інші назви                                 | Розташування на Малому кільці МЗ (станція або перегін)                                       | Пересадки                                                     | Етап відкриття (дата)     | Зображення |
| -- | ------------------------------------ | ------------------------------------------ | -------------------------------------------------------------------------------------------- | ------------------------------------------------------------- | ------------------------- | ---------- |
| 1  | Окружна                              | Гостинична                                 | перегін Лихобори — Владикіно-Московське                                                      | «Окружна» пл. Окружна Савеловський напр.                      | 1 (10 вересня 2016 року)  |            |
| 2  | Владикіно                            |                                            | станція Владикіно-Московське                                                                 | «Владикіно»                                                   | 1                         |            |
| 3  | Ботанічний сад                       | Ботанічна                                  | станція Ростокіно західна горловина                                                          | «Ботанічний сад»                                              | 1                         |            |
| 4  | Ростокіно                            | Ярославська                                | станція Ростокіно східна горловина                                                           | пл. Северянин Ярославського напр.                             | 1                         |            |
| 5  | Білокам'яна                          |                                            | станція Білокам'яна                                                                          |                                                               | 1                         |            |
| 6  | Бульвар Рокосовського                | Відкрита, Відкрите шосе                    | перегін Білокам'яна — Черкізово                                                              | «Бульвар Рокосовського»                                       | 1                         |            |
| 7  | Локомотив                            | Черкізовська, Черкізово                    | станція Черкізово                                                                            | «Черкізовська»                                                | 1                         |            |
| 8  | Ізмайлово                            | Ізмайловський Парк                         | перегін Черкізово — Лефортово                                                                | «Партизанська»                                                | 1                         |            |
| 9  | Соколина Гора                        |                                            | станція Лефортово північна горловина                                                         |                                                               | 2 (11 жовтня 2016 року)   |            |
| 10 | Шосе Ентузіастів                     | Лефортово                                  | станція Лефортово південна горловина                                                         | «Шосе Ентузіастів»                                            | 1                         |            |
| 11 | Андронівка                           |                                            | станція Андронівка північна горловина                                                        | пл. Фрезер Казанського/Рязанського напр.                      | 1                         |            |
| 12 | Нижегородська                        | Рязанська                                  | станція Андронівка південна горловина                                                        | «Нижегородська вулиця» пл. Карачарово Горьківського напр.     | 1                         |            |
| 13 | Новохохловська                       | Хохловська                                 | перегін Андронівка — Угреська                                                                | пл. Калитники Курського напр.                                 | 1                         |            |
| 14 | Угреська                             | Волгоградська                              | станція Угреська східна горловина                                                            | «Волгоградський проспект»                                     | 1                         |            |
| 15 | Дубровка                             |                                            | станція Угреська західна горловина                                                           | «Дубровка», «Кожуховская»                                     | 2 (11 жовтня 2016)        |            |
| 16 | Автозаводська                        |                                            | станція Кожухово північно-східна горловина                                                   | «Автозаводська»                                               | 1                         |            |
| 17 | ЗІЛ                                  | Парк Легенд                                | станція Кожухово західна горловина                                                           |                                                               | 1                         |            |
| 18 | Верхні Котли                         | Варшавська, Варшавське шосе                | перегін Кожухово — Канатчиково                                                               | «Нагатинська» пл. Нижні Котли Павелецького напр.              | 1                         |            |
| 19 | Кримська                             | Севастопольська, Севастопольський проспект | перегін Кожухово — Канатчиково біля південно-східної горловини Канатчиково                   |                                                               | 1                         |            |
| 20 | Площа Гагаріна єдиний підземний з.п. |                                            | станція Канатчиково північно-західна горловина Гагарінський тунель                           | «Ленінський проспект»                                         | 1                         |            |
| 21 | Лужники                              | Спортивна                                  | перегін Канатчиково — Пресня в районі колишньої станції Воробйові Гори                       | «Спортивна»                                                   | 1                         |            |
| 22 | Кутузівська                          | Дорогомилово, Кутузово                     | станція Пресня, парк Кутузово в районі колишньої станції Кутузово                            | «Кутузівська»                                                 | 1                         |            |
| 23 | Діловий центр                        | Москва-Сіті, Сіті                          | станція Пресня між основною частиною і парком Кутузово (колишній перегін Пресня — Кутузово)  | «Міжнародна» пл. Тестовська Смоленського (Білоруського) напр. | 1                         |            |
| 24 | Шелепіха                             |                                            | станція Пресня, між основною частиною і парком Кутузово (колишній перегін Пресня — Кутузово) | «Шелепіха» пл. Тестовська Смоленського (Білоруського) напр.   | 1                         |            |
|    | Пресня                               |                                            | станція Пресня                                                                               |                                                               | —                         |            |
| 25 | Хорошево                             |                                            | перегін Пресня — Срібний Бор                                                                 | «Полежаєвська» «Хорошевська»                                  | 1                         |            |
| 26 | Зорге                                | Піщана, Новопіщана                         | перегін Пресня — Срібний Бор в районі колишнього полустанку Воєнне поле                      |                                                               | 2 (4 листопада 2016 року) |            |
| 27 | Панфіловська                         | Ходинська, Ходинка                         | станція Срібний Бор Бор південна горловина                                                   | «Октябрське поле»                                             | 2 (8 листопада 2016 року) |            |
| 28 | Стрешнєво                            | Волоколамська                              | перегін Срібний Бор — Лихобори                                                               | пл. Покровсько-Стрешнєво, пл. Ленінградська Ризького напр.    | 1                         |            |
| 29 | Балтійська                           | Глебово, Войківська                        | станція Лихобори непарний парк Братцево, в районі колишньої станції Братцево                 | «Войківська»                                                  | 1                         |            |
| 30 | Коптєво                              |                                            | станція Лихобори південно-західна горловина парного парку Лихобори біля депо Лихобори        |                                                               | 2 (1 листопада 2016 року) |            |
| 31 | Лихобори                             | Миколаївська                               | станція Лихобори північно-східна горловина                                                   | пл. НАТІ Октябрського напр.                                   | 1                         |            |

## Рух на лінії

### Пасажирський рух

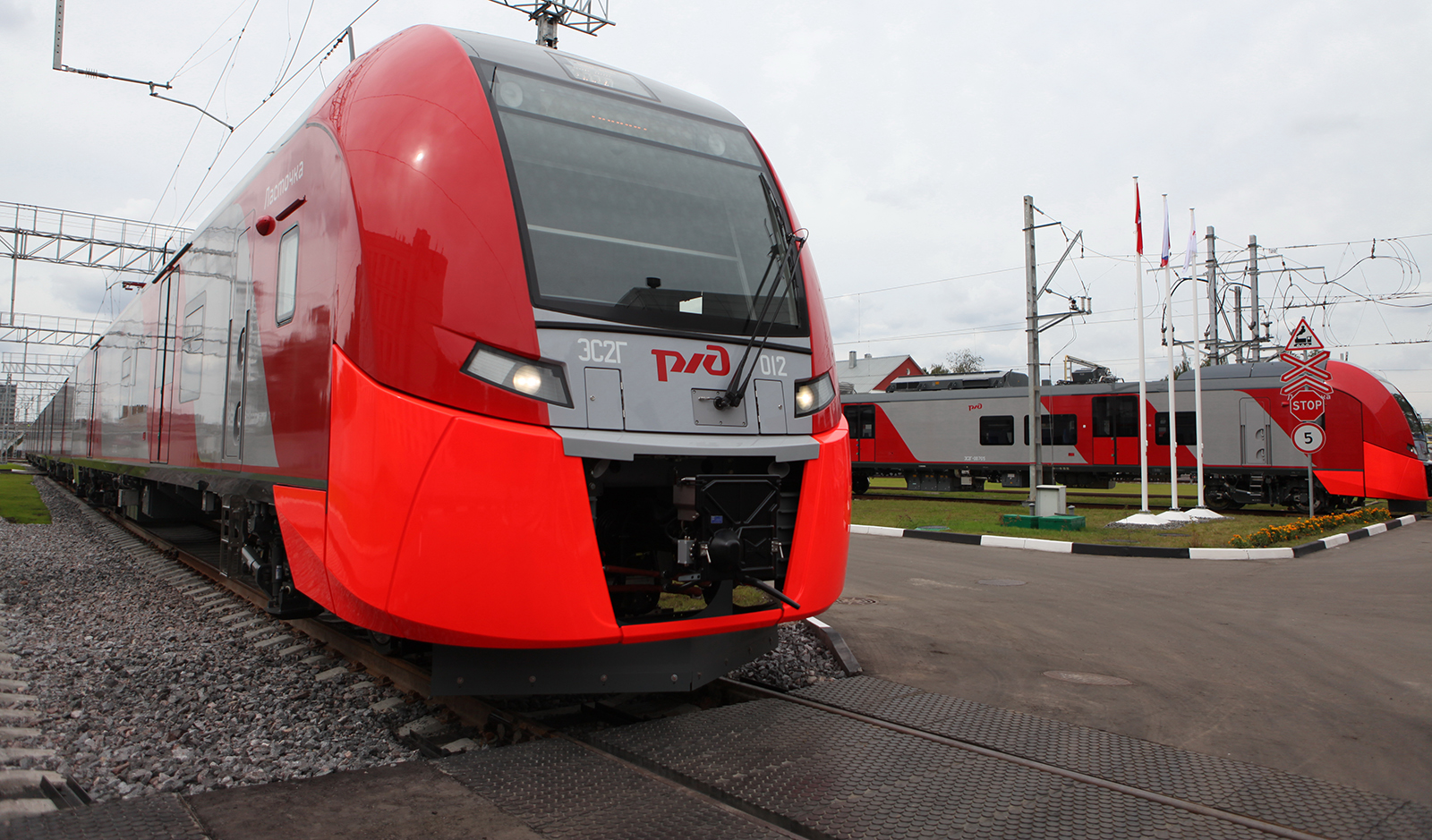
Електропоїзди ЕС2Г на території депо «Підмосковна»

Запуск тестового руху пасажирських електропоїздів на лінії відбувся в травні 2016 року у дослідній ділянці Канатчиково — Лихобори, а з 4 липня 2016 року по закінченні реконструкції та електрифікації головних шляхів вони почали тестову обкатку всієї лінії. У період літа 2016 року електропоїзди проходили обкатку, в ході якої брала участь половина їх парку.
Пасажирський рух у вигляді міської електрички відкрито з 10 вересня 2016 року. З 11 вересня пасажирські електропоїзди почали працювати в штатному режимі. В цілому графік роботи МЦК збігається з графіком роботи Московського метрополітену — платформи відкриті для пасажирів з 5:30 до 01:00. Рух поїздів з пасажирами здійснюється з 05:45 до 01:00. Потяги зупиняються у високих острівних і берегових платформ в режимі метро, за всіма пунктами.

#### Рухомий склад

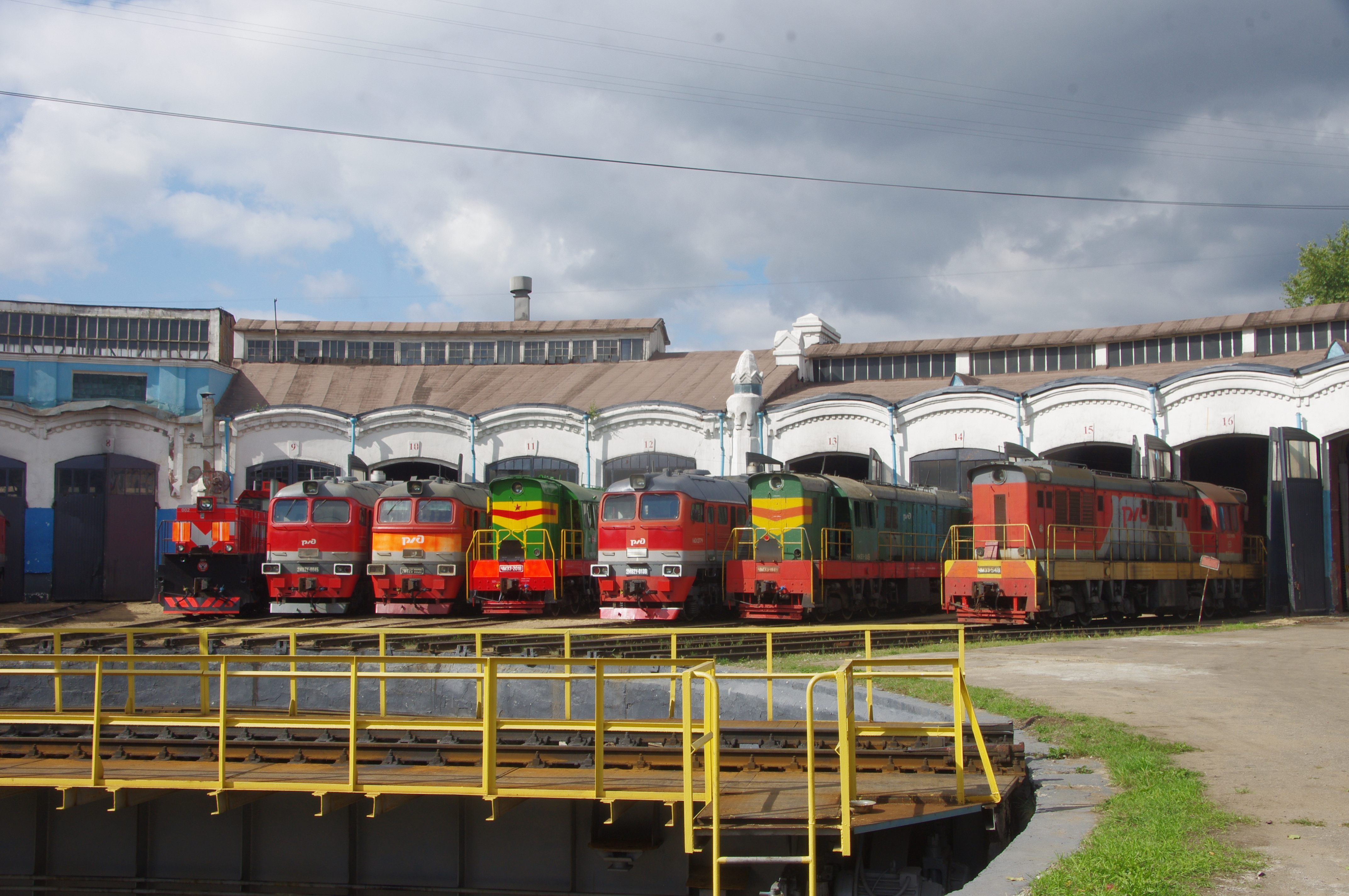
Тепловози в депо Лихобори

Пасажирський рух на лінії обслуговується електропоїздами моторвагонного депо «Підмосковна» на Ризькому напрямку, від якого вони заїжджають на МК МЗ по сполучній лінії. Як рухомий склад використовуються електропоїзди ЕС2Г «Ластівка» лінійки Siemens Desiro, які виробляються на заводі «Уральські локомотиви». Електропоїзди складаються з п'яти вагонів, при цьому можлива експлуатація як одиночних складів, так і здвоєних складів по системі багатьох одиниць з десяти вагонів. надалі можливо також будуть експлуатуватися електропоїзди ЕМ2Тв "Іволга " виробництва Тверського вагонобудівного заводу, спроектовані для МКЗ і також складаються з п'яти вагонів.

### Вантажний і транзитний рух
Вантажний рух на МКЗ обслуговується в основному тепловозним парком локомотивного депо «Лихобори-Окружні» (ТЧЕ-2). Після відкриття пасажирського руху незважаючи на електрифікацію лінії в 2016 році з урахуванням третьої головної колій, на ній зберігається тепловозна тяга вантажних поїздів. Це обумовлено відсутністю електрифікації на більшості з'їздів і деяких вантажних коліях станцій, а також складності електрифікації віяльного депо «Лихобори-Окружні» з поворотним кругом, локомотиви якого обслуговують лінію. Проте, електрифікація дозволяє проїхати деякими транзитним потягам під електровозною тягою.
Після відкриття пасажирського руху вантажні перевезення, згідно з початковими планами, планувалося перевести на нічний графік роботи. Але, з огляду на можливості сортувальних станцій московського вузла і вантажопотік, це можливо тільки при виведенні транзитних вантажів за межі Малого кільця. Для збереження вантажного руху новий проект реконструкції Малого кільця передбачає спорудження третьої головної колії на 37-кілометровій ділянці Пресня — Лефортово — Андронівка — 500-метрова вставка — 15-а сполучна гілка — Угрешська — Любліно, а також намічено посилення Великого кільця МЗ. Передбачено, що тільки три станції — Черкізово, Лефортово, Пресня — працюватимуть за параграфом вантажних операцій. Відповідно до розробленої технології, на ці три станції мають прибувати збірні поїзди, після чого вже з них відбувається розвезення місцевого вантажу і подача вагонів під розвантаження клієнтам..
Крім вантажних перевезень, кільце також використовується для транзитної передачі пасажирських поїздів і вагонів між радіальними напрямками МЗ.

#### Рухомий склад

##### Локомотиви основного парку
Локомотиви Малого кільця приписані до депо «Лихобори-Окружні». Станом на 2016 рік основу парку складають магістральні тепловози 2М62 і 2М62У, які використовуються для водіння більшості вантажних складів, включаючи транзитні. Також до депо приписаний парк маневрових тепловозів ЧМЕ3, ТЕМ7 і один законсервований тепловоз ТЕМ18Г,, використовувані для водіння невеликих вантажних складів, маневрових робіт на станціях і вантажних перевезень на територію промислових підприємств. У зв'язку зі зниженням обсягу вантажного руху значна частина тепловозів, включаючи ТЕМ18Г, багато ЧМЕ3 та деякі 2М62 знаходиться на консервації..
Спочатку в депо «Лихобори-Окружні» експлуатувалися паровози різних моделей, включаючи магістральні Е, СО, Л і маневрові 9ПМ. З середини 1950-х років паровози почали замінюватися тепловозами. Спочатку в депо надходили магістральні двосекційні тепловози ТЕ2, а в 1960-х — потужніші ТЕ3, які склали основу парку, замінивши всі паровози. Для маневрових робіт з кінця 1950-х років використовувалися тепловози ТЕМ1, а трохи пізніше — кілька ТЕМ2. Також до депо в малих кількостях були приписані маневрові тепловози УМЕ1, ТГМ1 і ТЕМ4 і один магістральний пасажирський тепловоз ТЕ7 для урядових поїздів.
У 1980-ті роки відбулося оновлення парку рухомого складу, в ході якого всі магістральні тепловози ТЕ2 і ТЕ3 і маневрові ТЕМ1 були списані або передані на інші залізниці. Замість них надійшли магістральні тепловози 2М62 і 2М62У і маневрові ЧМЕ3, експлуатовані по теперішній час. Часткове оновлення парку маневрових локомотивів в депо відбулося наприкінці 2000-х — першій половині 2010-х років, коли в депо надійшли тепловози ТЕМ18Г, ТЕМ-ТМХ і ТЕМ7А. Тепловози ТЕМ-ТМХ працювали в депо з 2013 по 2015 роки.

##### Локомотиви промислових підприємств
На службових гілках, що з'єднують станції Малого кільця з промисловими підприємствами, поряд з вищеназваними маневровими тепловозами використовуються менш потужні маневрові тепловози ТГМ4, ТГМ23 і ТГМ40, які перебувають у власності даних підприємств. На сполучній гілці з мережею Московського трамвая біля станції Угрешська працює унікальний маневровий електровоз ЕПМ3Б.

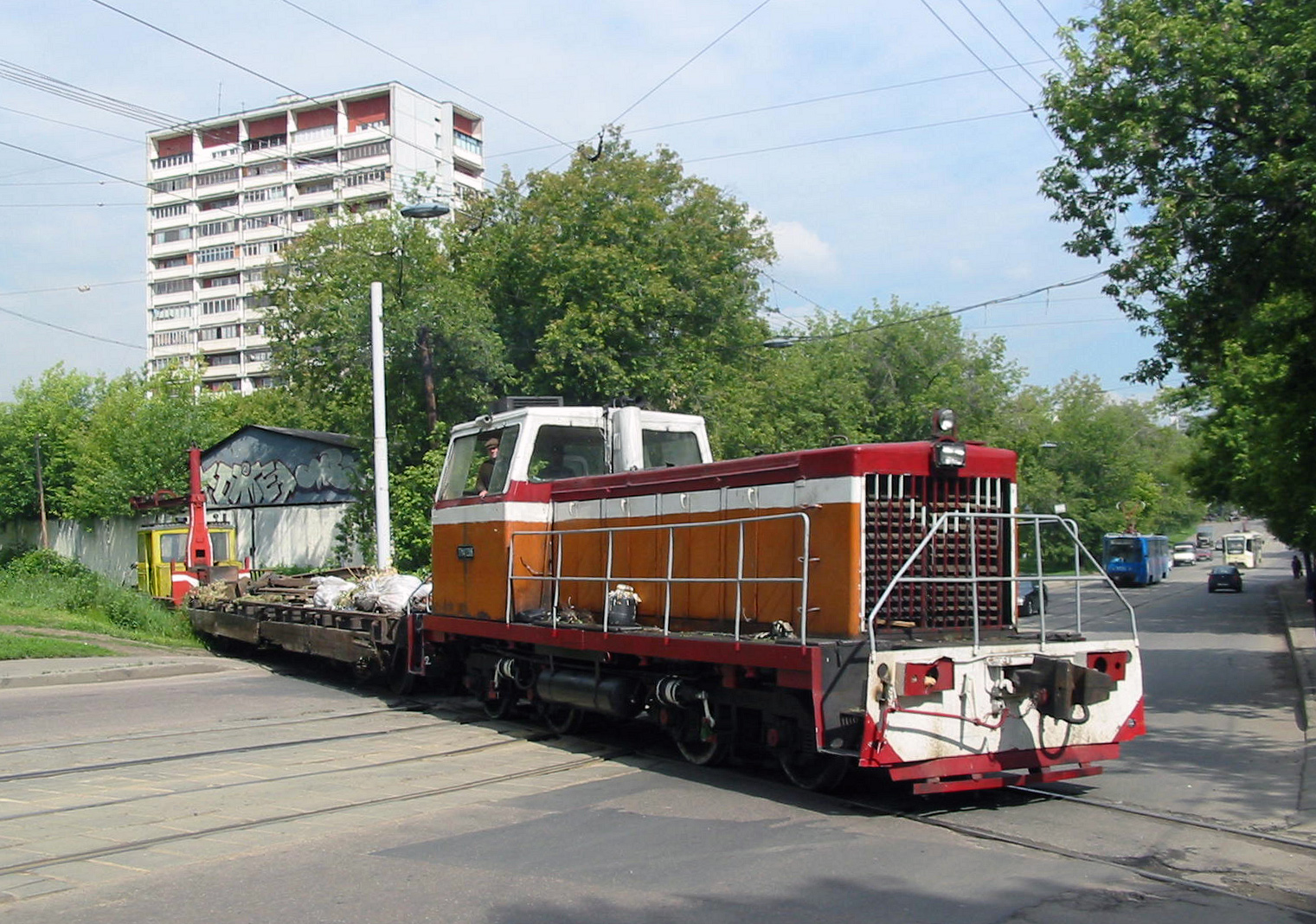
Тепловоз ТГМ40 на Електрозаводській гілці, що примикає до станції «Черкізово»
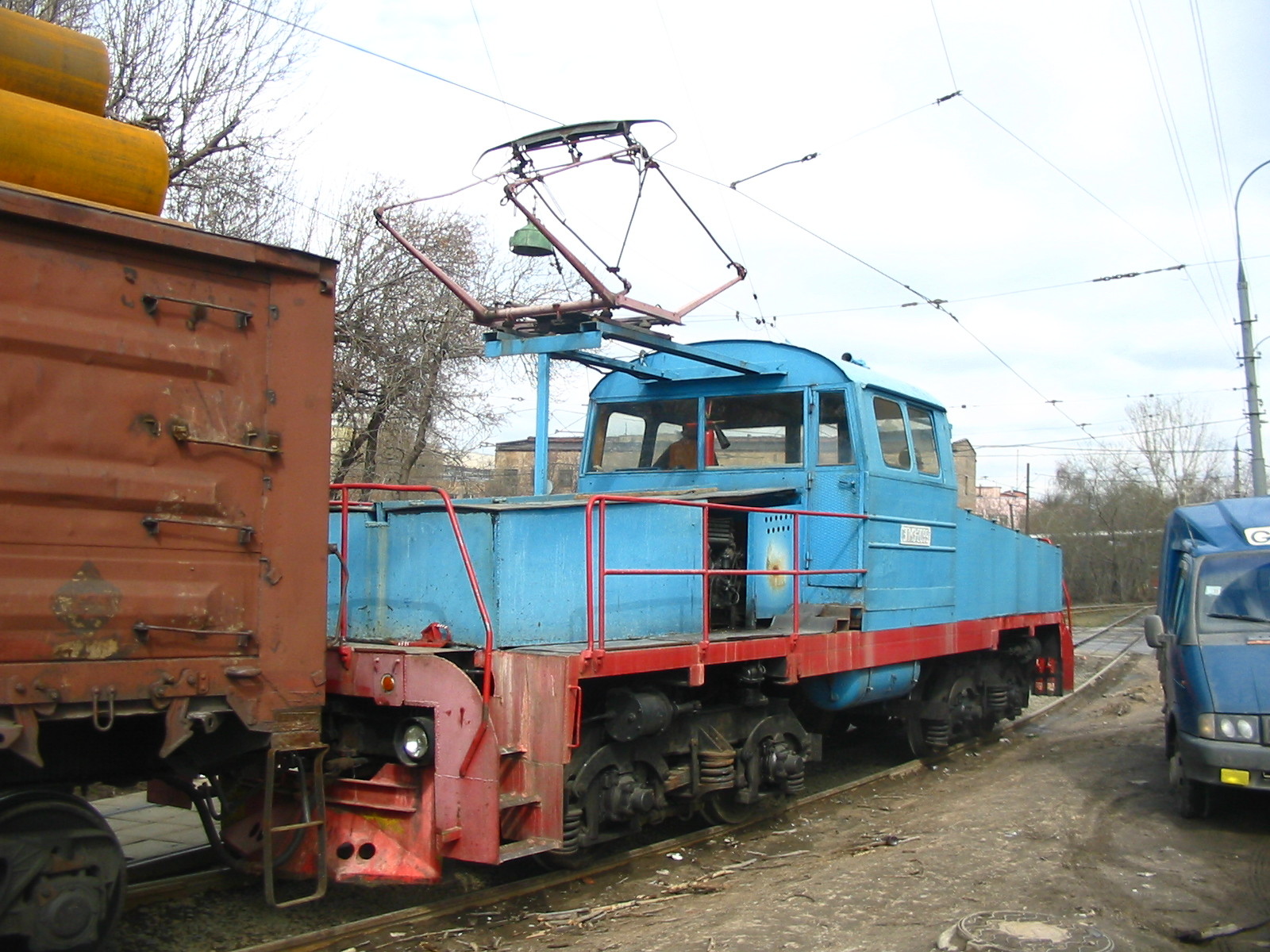
Електровоз ЕПМ3Б-2099, який обслуговує трамвайно-залізничний гейт на станції «Угрешська»